# أبراج البحر
أبراج البحر هو مشروع تطويري في إمارة أبوظبي يتكون من برجين بارتفاع 145 متراً يتكون كل منهما من 29 طابقاً. يقع عند تقاطع شارع السعادة مع شارع السلام بمدينة أبوظبي عاصمة دولة الإمارات العربية المتحدة عند المدخل الشرقي. يضم أحد الأبراج المقر الجديد لمجلس أبوظبي للاستثمار، وهو الذراع الاستثماري لحكومة أبوظبي، أما الآخر فهو بمثابة المكتب الرئيسي لمصرف الهلال، وهو بنك إسلامي تقدمي ومبتكر.

## التصميم الداخلي
يتألف المشروع من برجين بارتفاع 29 طابقاً و145 متراً، ويقع عند تقاطع شارع السعادة وشارع السلام عند المدخل الشرقي لمدينة أبوظبي، ويضم أحد الأبراج المقر الجديد لمجلس أبوظبي للاستثمار الذراع الاستثماري لحكومة أبوظبي، والآخر بمثابة المكتب الرئيسي لمصرف الهلال الإسلامي. أبراج البحر هي صرح بنائي يتكون من اثنين من أكبر الأبراج وأضخمها في العالم، بُنيت في إمارة أبوظبي من قبل شركة أريداس وحصلت على جائزة إمبوريس لناطحات السحاب. قامت بتصميمها شركة إيداس للتصميم الهندسي وتم وبناءها من قبل شركة الفطيم كاريليون عام 2012 ضمن خطة أبوظبي 2030، بحيث يتسع برجا المكاتب لما بين 1000 و1100 موظف في كل منهما، ويعتبر مفهوم التصميم مناسباً ثقافياً وبيئياً ويلبي أهداف خطة التنمية لعام 2030 لإمارة أبوظبي.
ويضم الطابق العلوي من الأبراج حدائق داخلية مظللة على طول الواجهة الجنوبية، تخفف من آثار التعرض لأشعة الشمس، مع مساحات واسعة تستخدم لأغراض الاجتماعات وفترات الراحة، مع مجموعة واسعة من المرافق المشتركة، بما في ذلك غرف الصلاة والمطاعم وقاعة المحاضرات.

## التصميم الخارجي
أنشأت شركة إيداس بالتعاون مع شركة آروب الهندسية واجهة للأبراج تشيد بالعمارة والتصميم العربي التقليدي، فالسمة المميزة للأبراج هي جدار واقي مكون من 2000 عنصر زجاجي يشبه المظلة تفتح وتغلق تلقائياً اعتماداً على موقع وشدة ضوء الشمس، وهو تصميم مستوحى من «المشربية»، وهي عبارة عن شاشات شبكية خشبية منحوتة بشكل هندسي، كانت توضع على نوافذ المنازل ذات العمارة العربية التقليدية لتوفر الحماية من أشعة الشمس.
يقع الجدار على بعد مترين من الواجهة الخارجية للمباني في إطار مستقل، يضم مثلثات كل منها مغطى بألياف زجاجية مثقبة دقيقة ومبرمجة للاستجابة لحركة الشمس، مزودة بمجموعة متنوعة من أجهزة الاستشعار التي تفتح الوحدات في حالة تغير الظروف الجوية، ويتم التحكم في واجهة أبراج البحر بشكل ديناميكي من خلال نظام إدارة المباني، حيث تساعد الظلال القابلة للتعديل على تقليل مكاسب الحرارة الداخلية الناتجة عن ضوء الشمس بحوالي 50%، مما يقلل الوهج ويحسن تغلغل ضوء النهار، ويقلل من الاعتماد على الإضاءة الاصطناعية ويوفر الطاقة، كما تشتمل الأسطح المواجهة للجنوب في كل برج على خلايا ضوئية تولد ما يقرب من 5% من إجمالي الطاقة المطلوبة من مصادر الطاقة المتجددة والتي تُستخدم لتسخين المياه.

## الجوائز
تعتبر أبراج البحر أبراجاً صديقة للبيئة ومن أوائل المباني في منطقة الخليج العربي التي حصلت على التصنيف الفضي للريادة في مجال الطاقة والتصميم البيئي (LEED)، واحتلت المركز الثاني في جائزة «إمبوريس لناطحات السحاب» لعام 2012، بعد منافستها مع 300 من أفضل مشاريع المباني السكنية المرتفعة في العالم، كما تم اختيارها عام 2013 من قبل المجلس العالمي للأبنية الشاهقة والمساكن الحضرية ليكون ضمن أفضل التصميمات المعمارية من حيث التوافق والابتكار التي تساير جميع المعايير البيئية.